# 2024 PT5
2024 PT5 è un asteroide classificato come oggetto near-Earth facente parte della classe di asteroidi Arjuna, una sottoclasse del gruppo Apollo. Scoperto il 7 agosto 2024 dagli astronomi del programma ATLAS presso il South African Astronomical Observatory, un osservatorio astronomico sito vicino a Sutherland, in Sudafrica, l'asteroide orbita attorno al Sole ma effettua lenti passaggi ravvicinati nei pressi del sistema Terra-Luna.

Come previsto da uno studio effettuato dal team di ricercatori guidato da Carlos de la Fuente Marcos, il 29 settembre 2024, l'asteroide, avente un diametro di soli 11 metri circa, si è avvicinato alla Terra con una velocità relativa così bassa da venire catturato dall'attrazione gravitazionale del nostro pianeta, diventando quella che viene definita una "mini Luna". Sempre secondo tale studio, 2024 PT5 rimarrà legato alla Terra fino al 25 novembre 2024, quando tornerà a un percorso eliocentrico, e, durante questi 57 giorni, avrà un'energia geocentrica negativa, essendo a tutti gli effetti un satellite terrestre, ma effettuerà solamente un percorso a ferro di cavallo, senza mai completare una rivoluzione del nostro pianeta.

Una volta ripresa la sua traiettoria eliocentrica, l'asteroide si avvicinerà alla Terra raggiungendo la distanza minima di 0,012 au (1 795 174,448 km) il 9 gennaio 2025, per poi lasciare poco dopo i dintorni della Terra, fino al suo prossimo ritorno, nel 2055.

Al 2024, sono noti altri due asteroidi che sono stati temporaneamente catturati nella loro fase di sorvolo senza comunque mai completare una rivoluzione della Terra, ossia 1991 VG, catturato per un breve periodo nel febbraio del 1992, e 2022 NX1, temporaneamente catturato nel 1981 e di nuovo nel 2022. Per quanto riguarda invece asteroidi che sono notoriamente divenuti satelliti temporanei della Terra effettuando almeno una rivoluzione completa, si possono citare 2006 RH120, scoperto il 14 settembre 2006, e 2020 CD3, scoperto il 15 febbraio 2020.